# Lynda McGehee
Lynda McGehee (24 novembre 1964) è un'ex sciatrice alpina statunitense, vincitrice della Nor-Am Cup nel 1982.

## Biografia
Sciatrice polivalente originaria di Boulder, la McGehee esordì in Coppa del Mondo nel 1981 e nella stagione 1981-1982 vinse sia la Nor-Am Cup generale sia la classifica di slalom speciale; ai Campionati statunitensi vinse la medaglia d'argento nella discesa libera e quella di bronzo nello slalom speciale nel 1985 e il 15 marzo 1986 conquistò a Vail in discesa libera l'unico piazzamento in Coppa del Mondo, nonché ultimo risultato agonistico (14ª). Si ritirò nel 1987 e in seguito partecipò al circuito professionistico nordamericano (Pro Tour); non prese parte a rassegne olimpiche né ottenne piazzamenti ai Campionati mondiali.

## Palmarès

### Coppa del Mondo
- Miglior piazzamento in classifica generale: 84ª nel 1986

### Nor-Am Cup
- Vincitrice della Nor-Am Cup nel 1982
- Vincitrice della classifica di slalom speciale nel 1982[senza fonte]

### Campionati statunitensi
- 2 medaglie (dati parziali, dalla stagione 1984-1985):
  - 1 argento (discesa libera[2] nel 1985)
  - 1 bronzo (slalom speciale[2] nel 1985)